# Градоустройство
Градоустройството изразява устройството на градовете и планирането на градска среда (дейността по наблюдение, анализ, проектиране на природната и материалната среда, в която се осъществява организираното човешко съществуване).
В по-общ смисъл градското планиране е част от институционализираното планиране и управление на физическата среда на дадено общество. Докато градоустройството изразява статичното, моментното състояние, то градското планиране обхваща процеса на развитие в непрекъснатостта на дейността „планиране“.
Ландшафтното планиране е повече концентрирано върху култивираната природна среда. Регионалното планиране има за предмет региони – по-крупни части от територията, но с по-малка детайлност, както и с повече застъпени икономически и социални аспекти.
В България за координацията и регионалното планиране отговаря Министерството на регионалното развитие и благоустройството.

## Вижте още
- Урбанист